# Baie de Kopli
La baie de Kopli (estonien : Kopli laht), est une baie située au sud du golfe de Finlande à Tallinn en Estonie.

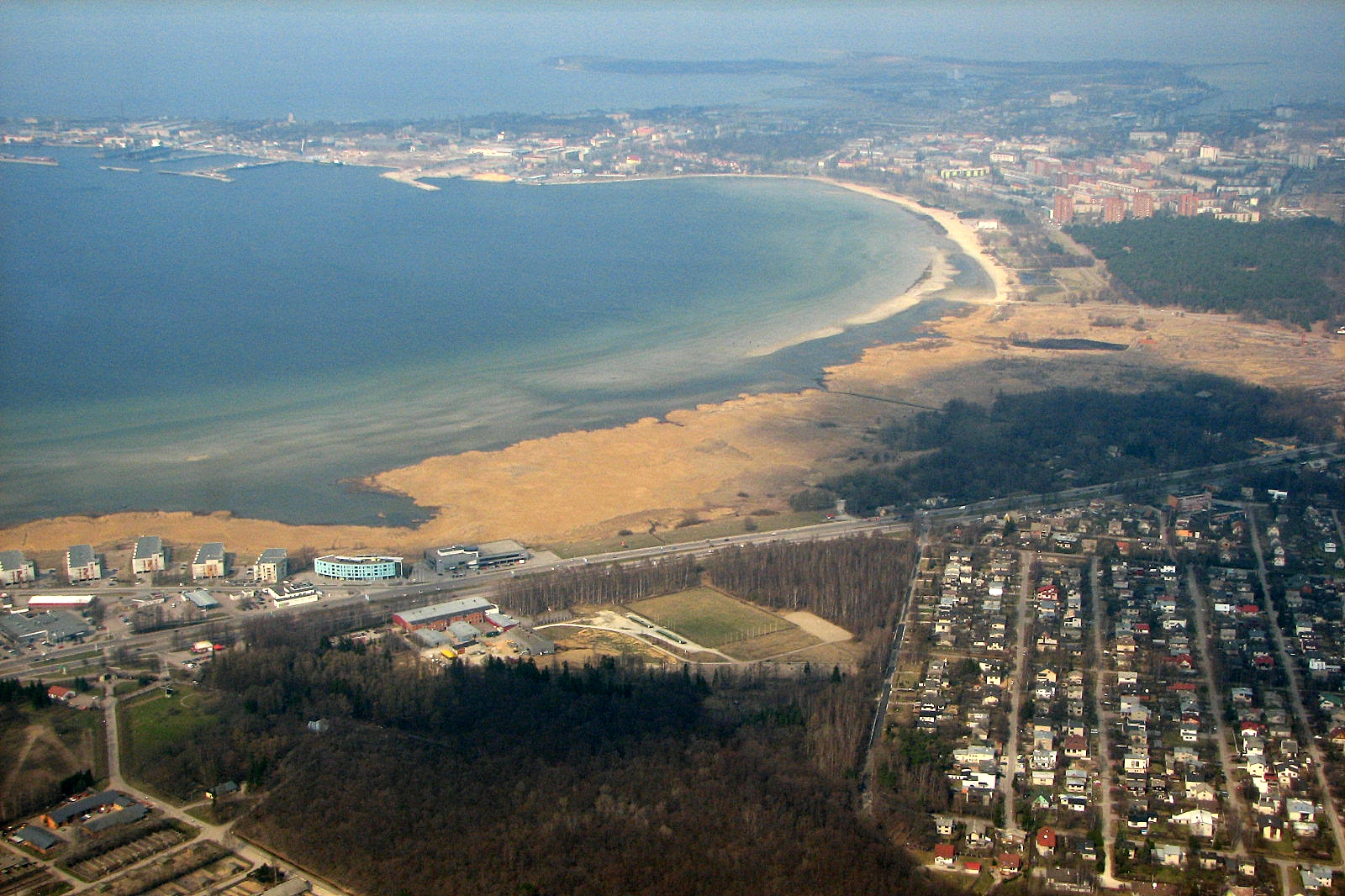
Vue aérienne de la baie de Kopli.

## Géographie
La baie est située entre la péninsule de Kopli et la péninsule de Kakumäe.
Le fleuve Mustjõgi s'écoule dans la baie de Kopli.